# ココット (折り紙)

ココット

ココット（仏：cocotte・鍋の意味）またはパハリータ（西：pajarita・ボウタイの意味）は、ヨーロッパの伝承折り紙である。

## 名称
指で動かすことができるため、子供のうらない遊びに用いられることもある。このため英語では Paper fortune teller （紙の占い師）、ドイツ語では Himmel oder Hölle （天国と地獄）などと呼ばれることがある。日本ではパクパクまたはパックンチョとも呼ばれる。
1928年に形状からテーブルに置かれる塩壺ソルトセラーと名付けられ、折り紙の本『Fun with Paper Folder』にて英語圏に紹介された。占い用の道具としては、1950年代から見られるようになった。
子供の遊びの中によくある架空のばい菌クーティーズを掴むものとして、cootie catcherという名も見られる。

## 折り方

半分に折り対角線に折り目をつける。
4隅を中央にあわせるように折る。
裏返す。
同様に4隅を折る。
（※）
半分に折る。
完成

## 遊び方
遊び方の一例を記す。

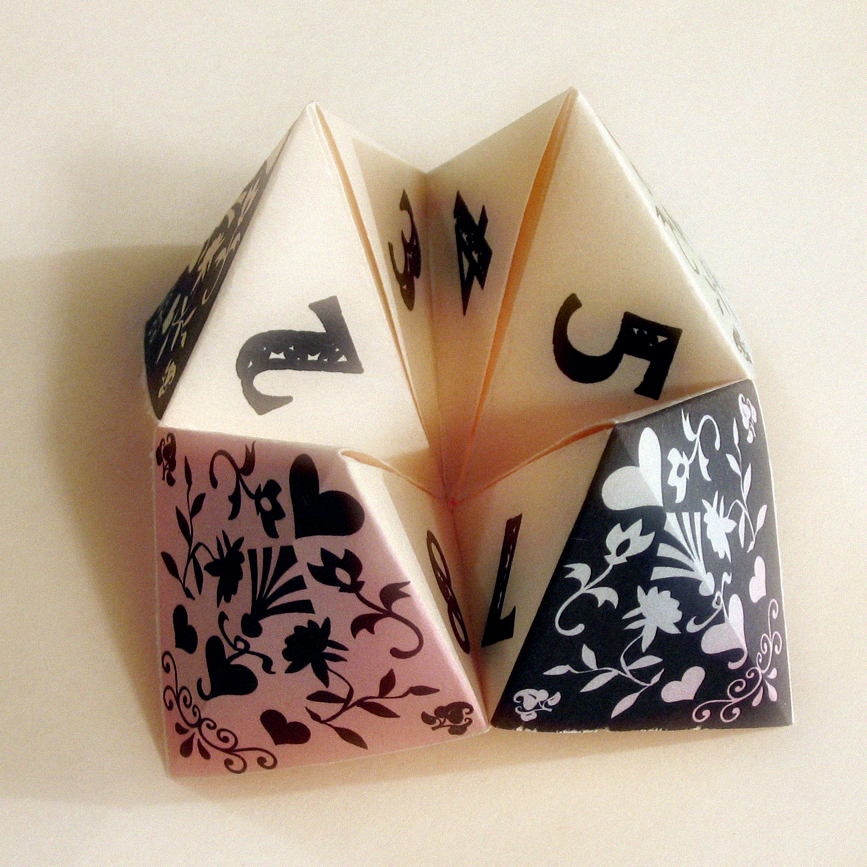
数字が書かれたもの

ココットを作った後、（※）の段階まで戻し、8分割されたそれぞれの場所に数字を書き込む。その後裏に何かメッセージを書く。
作者は4つの突起の下に指をいれ、半分だけ開いた状態で他の人に提示する。提示された人は見える数字を選び、作者はその数字に従って開閉操作を行う。開閉操作が終わったら再度見えている数字から1つを選ぶ。選ばれた数字の裏にかかれているメッセージを読み上げる。